# Lucia Azzolina

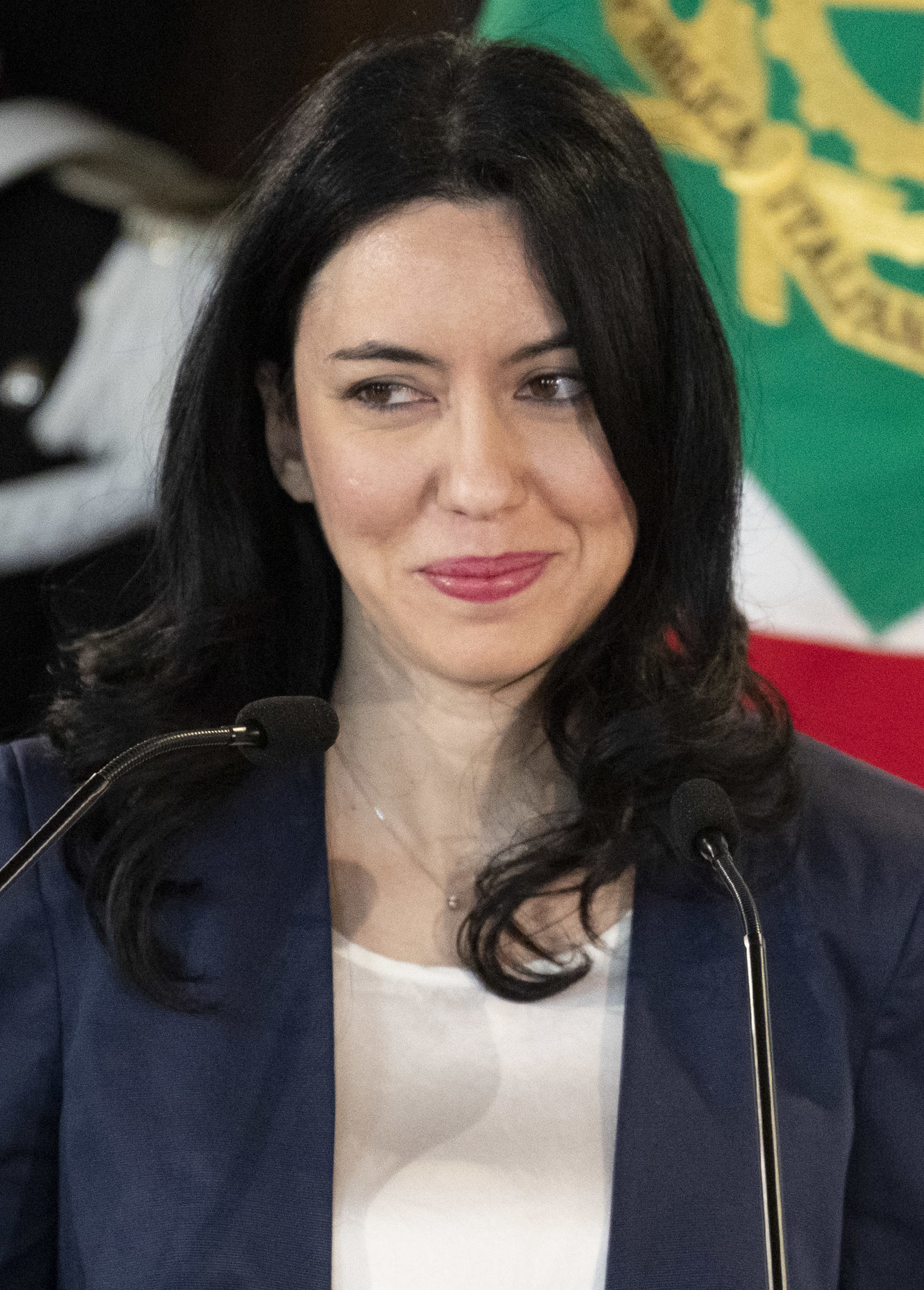
Lucia Azzolina in 2021

Lucia Azzolina (Siracusea, 25 augustus 1982) is een Italiaans docent en politica. Van 10 januari 2020 tot 13 februari 2021 was zij minister van Onderwijs, Hoger Onderwijs en Onderzoek in het kabinet-Conte II.

## Biografie
Ze bezocht de middelbare school ‘Leonardo Da Vinci’ in Floridia en studeerde daarna filosofie aan de Universiteit van Catania en behaalde een masterdiploma in de geschiedenis van de filosofie. Vervolgens volgde ze een lerarenopleiding aan de Scuola di Specializzazione all'Insegnamento Secondario (SSIS), met als doel geschiedenis en filosofie te kunnen onderwijzen.
Na het eindexamen van de SSIS, begon zij les te geven op middelbare scholen in La Spezia en Sarzana. Ze specialiseerde zich in onderwijsondersteuning aan de Universiteit van Pisa. Vervolgens ging ze rechten studeren aan dezelfde universiteit, waar ze in december 2013 afstudeerde met een scriptie over administratief recht. Tegelijkertijd gaf ze les in de bovenbouw van het middelbaar onderwijs. In januari 2014 kreeg ze een vaste aanstelling bij de instelling voor hoger onderwijs ‘Quintino Sella’ in Biella. Na haar afstuderen volgde ze de opleiding tot advocaat en hield ze zich bezig met het onderwijsrecht.

## Werkzaamheden voor de vakbond
Azzolina was meerdere jaren actief binnen de Italiaanse Algemene Onderwijsbond, de Associazione Nazionale Insegnanti e Formatori (ANIEF), eerst in de regio Piëmont en daarna in de regio Lombardije. Na ontslag te hebben genomen bij de vakbond keerde ze in 2017 terug naar het onderwijs aan het I.I.S. ‘Quintino Sella’ in Biella, waar ze toetrad tot het schoolbestuur.

## Politieke loopbaan
Na haar werkzaamheden voor de vakbond, wijdde zij zich aan de politiek en sloot zich aan bij de Vijfsterrenbeweging (M5S). Bij de algemene verkiezingen van 2018 was zij kandidaat voor de Kamer van Afgevaardigden, de Italiaanse Tweede Kamer, in het kiesdistrict van de regio Piëmont, op de lijsten van de Vijfsterrenbeweging voor Verbania-Novara-Vercelli-Biella. Ze werd in eerste instantie niet verkozen.
Omdat er onvoldoende M5S-kandidaten waren in de regio Campania - er waren minder kandidaten dan de toegewezen zetels - heeft het Italiaanse Hof van Cassatie op 20 maart 2018 de vacante zetel in het kiesdistrict van de regio Campanië toegewezen aan Azzolina, die vervolgens lid werd van de Kamer van Afgevaardigden.
Als lid van de Commissie voor Cultuur, Onderzoek en Onderwijs van de Kamer van Afgevaardigden heeft zij verschillende parlementaire vragen gesteld met betrekking tot de onderwijssector.

### Staatssecretaris van Onderwijs
Op 13 september 2019 werd zij benoemd tot staatssecretaris van het ministerie van Onderwijs, Hoger Onderwijs en Onderzoek in het kabinet-Conte II.
Naar aanleiding van de goedkeuring van de Onderwijswet die zij had opgesteld, werd Azzolina in december 2019 bekritiseerd door enkele belangenverenigingen van Italiaanse onderwijzers, omdat zij in hun ogen de beloftes die zij tijdens de verkiezingscampagne had gemaakt niet was nagekomen. Een deel van deze kritiek is uitgemond in beledigingen en dreigementen. De toenmalige minister van Onderwijs Lorenzo Fioramonti en andere partijgenoten toonden zich solidair.

### Minister van Onderwijs
Tijdens de eindejaarsconferentie op 28 december 2019 kondigde premier Giuseppe Conte haar aanstaande benoeming tot minister van Onderwijs aan. Op 10 januari 2020 legde zij de eed af en trad zij officieel in functie.

### De botsing met de schoolvakbonden
Op 2 februari 2020 beschuldigden alle schoolvakbonden Azzolina van het niet uitvoeren van een passend beleid voor tijdelijke leerkrachten en kondigden zij een nationale staking af.
Op 28 februari 2020 vroeg de vereniging Partigiani scuola pubblica (Partizanen openbare scholen) om haar ontslag na het intrekken van het wetsvoorstel over de afschaffing van de omstreden manier waarop leraren worden opgeroepen door schoolleiders. Dit wetsvoorstel was een van de programmapunten van het schoolprogramma van de Vijfsterrenbeweging.